# Капсюльное шоссе
Ка́псюльное шоссе — улица в Красногвардейском районе Санкт-Петербурга. Соединяет Челябинскую и Ржевскую улицы. Протяжённость — 4160 м.

## История
В 1715 году по указу Петра I на Охте началось строительство пороховых заводов. Сам район получил позже название Пороховые. Находившаяся рядом с заводами деревня была названа Жерновкой («в честь» пороховых жерновов), а располагавшиеся на берегу реки капсюльные мастерские дали название Капсюльной улице, позже переименованной в Капсюльное шоссе. Входящий в состав шоссе мост через Охту также назвали Капсюльным.
Изначально шоссе шло от современной Челябинской улицы до современной Ржевской улицы. В 1940-х годах к Капсюльному шоссе присоединили участок шоссе Революции от Охты до Ржевской улицы, в 1950-е годы часть шоссе от Челябинской улицы до современного его начала вошла в территорию застройки пожарной части.

## География

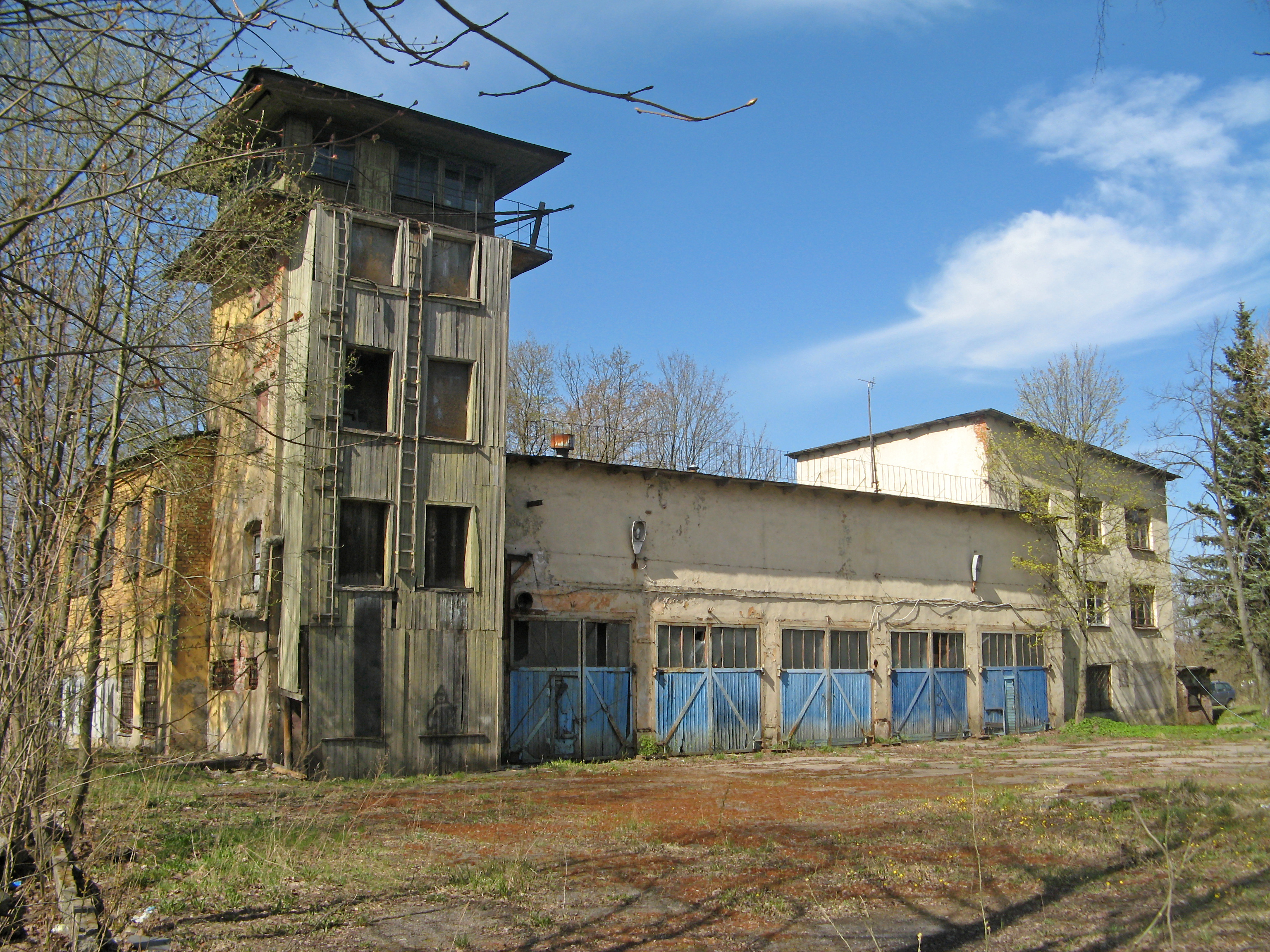
Капсюльное шоссе, 34, бывшая пожарная часть

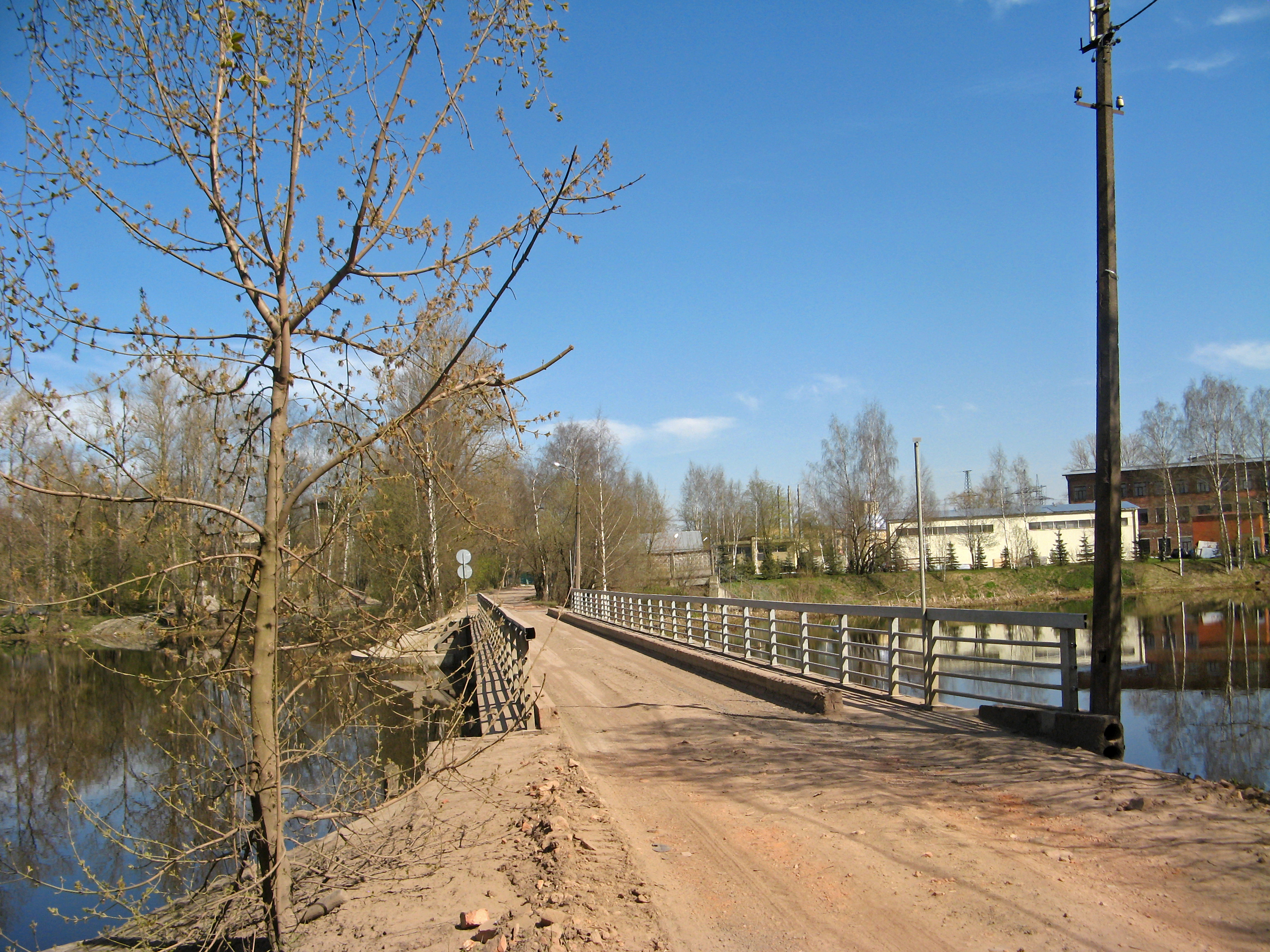
Капсюльный мост

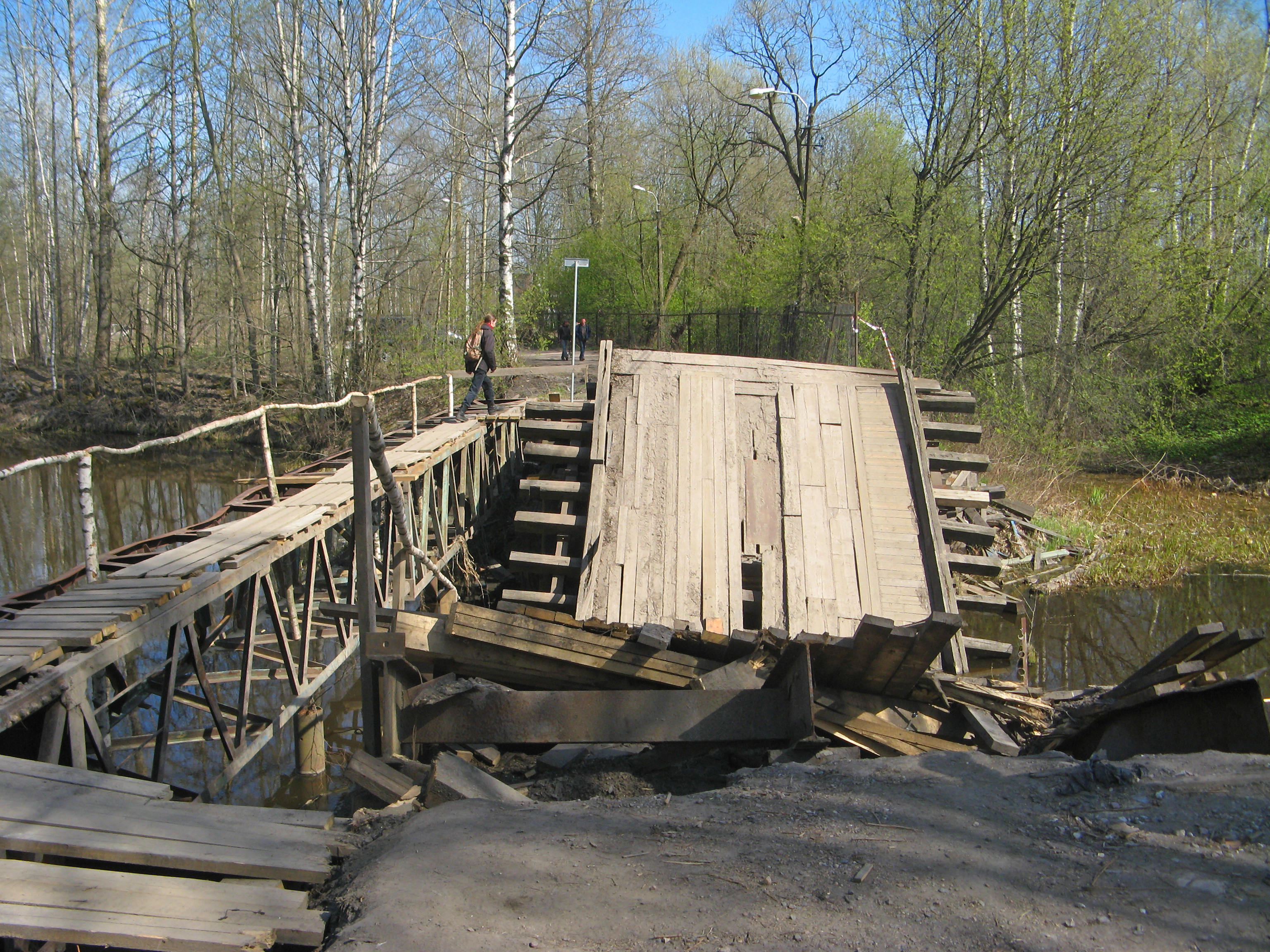
Мост через Безымянный ручей, сломанный 26 апреля 2017 года

Ответвляется от Челябинской улицы в 200 м к юго-востоку от Челябинского моста через Охту, идёт на юг, повторяя очертания берега реки. Пересекает КАД (без развязки) и железнодорожную линию в 800 м от станции Ржевка, после чего поворачивает на юго-запад к Охте.
Заканчивается шоссе Капсюльным мостом через Охту и малым мостом через Безымянный ручей, после которого шоссе выходит к территории «НИИ Химических волокон и композиционных материалов» (фактический адрес — улица Химиков, дом 28).
Сеть просёлочных дорог, отходящих от южной оконечности шоссе, соединяет его с Беляевкой и Волго-Донским проспектом (до 1952 года — Беляевский проспект, по имени владельца мызы купца Беляева).

## Примечательные здания и сооружения
- Капсюльный мост;
- Дом 19, литера Б, и дом 33 входят в комплекс из шести одноэтажных зданий дореволюционного периода, к 2019-му году четыре из них были снесены[4];
- Малый мост через Охту;
- Дм 21, литера А  781710832090045 — здание Четырёхпоставочной коннопаровоздуховодной мельницы (служебное здание Пиротехнической школы), построено в 1847-1851 гг.

## Транспорт
Ближайшая станция метро — «Ладожская».
- На пересечении с Челябинской улицей:

1. Автобус: № 124
2. Ж/д платформы: Ручьи (2970 м)

- На пересечении с Ржевской улицей:

1. Ж/д платформы: Ржевка (1050 м)

## Пересечения
C севера на юг:
- Челябинская улица
- КАД (без развязки)
- Ржевская улица

## Происшествия
26 апреля 2017 года самосвал «Мерседес», который вёз по Капсюльному шоссе 4 тонны щебёнки, проломил своим весом мост через Безымянный ручей. Машина не упала в воду, а повисла на конструкциях моста и была извлечена сотрудниками МЧС. Водитель не пострадал.